# Augochlora lethe
Augochlora lethe är en biart som först beskrevs av Carlos Schrottky 1909.  Augochlora lethe ingår i släktet Augochlora och familjen vägbin. Inga underarter finns listade.